# Andrzej Zamoyski
Pour les articles homonymes, voir Zamoyski.
Andrzej Hieronim Franciszek Zamoyski, né le 12 décembre 1717 et mort le 10 février 1792, est un aristocrate polonais de la famille Zamoyski, 10e ordynat de Zamość, staroste de Halytch, Lublin, Brodnica et Roztoki, voïvode d'Inowrocław (1757–1764), maréchal du tribunal de la couronne (1761), grand chancelier de Pologne (1764-1767).

## Biographie

### Origines familiales et formation
Andrzej Zamoyski est le troisième enfant de Michał Zdzisław Zamoyski (pl), grand louvetier de la Couronne, et d'Anna Działyńska. 
De 1726 à 1731, il étudie à l'étranger (Leipzig, Prague, Italie). Comme tous les membres de la famille Zamoyski, il vote pour Stanislas Leszczynski lors de l'élection royale de 1733. De 1735 à 1740, il poursuit ses études, d'abord à Paris, puis à Legnica.

### Carrière sous le règne d'Auguste III
En 1742, il hérite d'une partie des domaines de ses parents.
De 1745 à 1754, il sert dans l'armée de l'Électorat de Saxe (Auguste III, roi sorti finalement vainqueur des élections de 1733, est aussi électeur (héréditaire) de Saxe) où il atteint le grade de colonel. 
À son retour, il occupe différents emplois dans le royaume de Pologne. En 1758, il est nommé chevalier de l'ordre de l'Aigle Blanc. 
Il devient un des leaders de la Familia, le parti réformateur dirigé par la famille Czartoryski. Son épouse, Constance, est d'ailleurs une Czartoryska.

### Les débuts du règne de Stanislas II Auguste (1764-1772)
Il soutient l'élection comme roi de Stanislas Auguste Poniatowski en 1764. La même année celui-ci le nomme grand chancelier de la Couronne.
Il se montre un patriote zélé pendant les troubles qui marquent le règne de Stanislas. En 1767, durant la Diète de Repnine, il démissionne de son poste de chancelier en protestation contre l'arrestation des sénateurs qui s'opposent à l'ingérence russe. Il se fera désormais appeler « ex-chancelier ».
Il est le premier des magnats polonais à abolir le servage sur ses terres et à le remplacer par un loyer.

### La période des réformes (1773-1791)
En 1773, il est nommé par la diète membre de la Commission de l'éducation nationale, chargée d'organiser le système éducatif en Pologne à la suite de la suppression de l'ordre des Jésuites par le pape (21 juillet 1773). Il y restera jusqu'en 1783.
En 1776, il est chargé de rédiger un nouveau code civil. Le Code Zamoyski (en) est publié à Varsovie en 1778 ; d'abord rejeté par la diète en 1780, il sera finalement adopté en 1791, à l'époque où est promulguée la Constitution du 3 mai.
En 1778, il engage Stanislas Staszic, un jeune prêtre encore inconnu, comme précepteur de ses trois enfants. En 1783, la famille Zamoyski se retire sur ses terres de Zamosc, situées dans les territoires annexés par l'Autriche lors du premier partage de la Pologne (1772). En 1784, les autorités autrichiennes ferment l'Académie Zamoyski, située à Zamosc, qui avait été fondée par son aïeul, Jan Zamoyski, en 1597, dont la vie a inspiré un ouvrage important à Stanislas Staszic. 

## Mariage et descendance

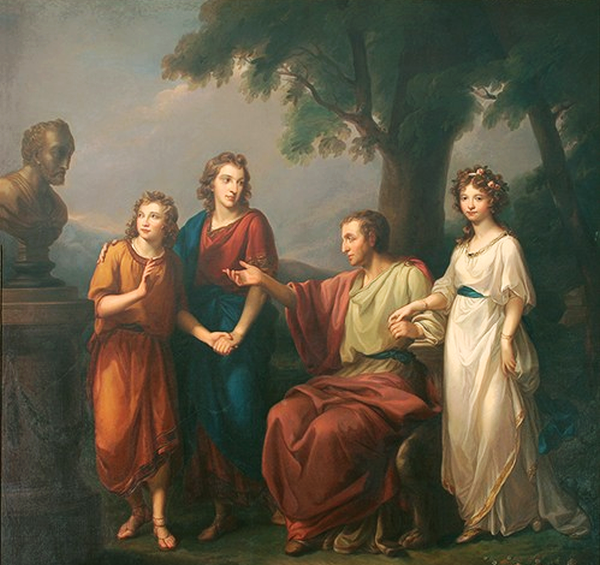
Andrzej en famille, par Józef Buchbinder exposé au palais Kozłówka de Lublin.

Andrzej Zamoyski épouse Konstancja Czartoryska qui lui donne pour enfants:
- Aleksander August (1770-1800)
- Anna Jadwiga (1772-1859), épouse d'Alexandre Antoine Sapieha
- Stanisław Kostka (pl) (1775-1856)

## Sources
- Marie-Nicolas Bouillet  et Alexis Chassang (dir.), « André Zamoyski » dans Dictionnaire universel d’histoire et de géographie, 1878 (lire sur Wikisource)

- (en) Cet article est partiellement ou en totalité issu de l’article de Wikipédia en anglais intitulé « Andrzej Zamoyski » (voir la liste des auteurs).

- (pl) Cet article est partiellement ou en totalité issu de l’article de Wikipédia en polonais intitulé « Andrzej Hieronim Zamoyski » (voir la liste des auteurs).